# 阿鲁西奥·阿泽维多

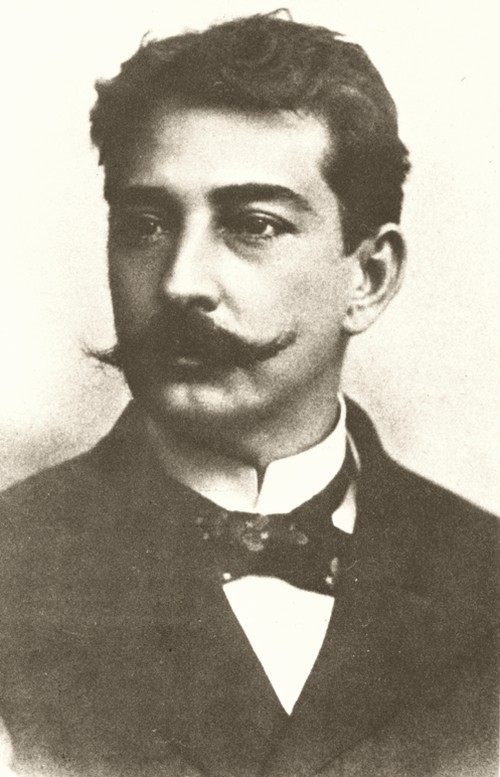
阿鲁西奥·阿泽维多

阿鲁西奥·阿泽维多（1857年4月14日 - 1913年1月21日）是巴西短篇小说家、漫画家、 外交官、剧作家。 他最初喜歡寫浪漫主义作品，后来開始創作自然主义文学作品。他還是巴西文学院的創始人。